# カルプロニウム
カルプロニウム塩化物（Carpronium chloride）は脱毛症または尋常性白斑の治療に用いられる外用医薬品である。局所血管拡張作用を持つ他、毛嚢への作用があり、発毛を促進する。商品名フロジン。